# Fortuna Lake
Fortuna Lake es una película colombiana de terror de 2017 dirigida por Felipe Martínez Amador y protagonizada por Estefanía Piñeres, Jose Restrepo, Daniela Martínez y Carolina Cuervo.

## Sinopsis
La trama gira alrededor de Malorie, una mujer que escapa un hospital psiquiátrico sin tener recuerdos de por qué terminó allí. Llega a Fortuna Lake, en donde conoce a Jared, un misterioso vecino. Junto a él, intentará recuperar algo de la claridad que ha perdido en las últimas semanas, escapar de quienes la acechan, entender las oscuras alucinaciones que la atormentan y descubrir la relación que tienen con la desaparición de Susan.

## Reparto
- Estefanía Piñeres Duque - Malorie McCoy
- José Restrepo - Jared Fink
- Daniela Martínez - Danny Dodge
- Carolina Cuervo - Enfermera[2]

## Producción
La película fue rodada en la Laguna de la Cocha en Nariño, un lugar a las afueras de la ciudad de San Juan de Pasto, con el apoyo del Ministerio de Cultura y la Gobernación de Nariño.